# Helmut Halupka
Helmut Halupka (* 3. Oktober 1948 in Jerichow; † 4. September 2023) war ein deutscher Politiker der SPD und von 1998 bis 2002 Mitglied im Landtag von Sachsen-Anhalt.

## Leben und Beruf
Nach seinem Abitur im Jahr 1967 absolvierte Halupka das Abitur mit Berufsausbildung zum Bergbaumaschinist. In den Jahren 1968 bis 1972 war er als Ingenieur für Betriebsorganisation tätig. Nach seinem Fernstudium zum Diplomwirtschaftler 1973 arbeitete er bis 1977 als Planungsleiter. Von 1978 bis 1984 war Halupka als ökonomischer Direktor beschäftigt. Anschließend war er bis zur Wende Betriebsdirektor im Kreisbaubetrieb (mittlerweile Hoch- und Tiefbau GmbH Genthin). Ab 1990 war er dessen geschäftsführender Gesellschafter.
Halupka war verheiratet und hatte ein Kind. Er verstarb am 4. September 2023.

## Partei
Halupka trat im Jahr 1989 in die SDP ein.

## Abgeordneter
Helmut Halupka war von 1999 bis 2014 Mitglied des Kreistages Jerichower Land und dort 1. stellvertretender Kreistagsvorsitzender.
Er war zudem ab 1994 Stadtrat in Genthin und dort Vorsitzender der SPD-Stadtratsfraktion.
Halupka war von 1998 bis 2002 Landtagsabgeordneter. Er vertrat den Wahlkreis Genthin und war Mitglied im Ausschuss für Wohnungswesen, Städtebau und Verkehr.

## Sonstiges
In den Jahren 1974 bis 1990 war Halupka Vorsitzender des Kreisverbands der Kleingärtner, Siedler und Kleintierzüchter.